# 3-тя гвардійська танкова дивізія (СРСР)
3-тя гвардійська танкова Котельниківська Червонопрапорна ордена Суворова дивізія (3 ТД, в/ч 44181) — військове з'єднання танкових військ Радянської армії, що існувало у 1957—1990 роках. Дивізія створена 4 липня 1957 року на основі 3-го гвардійського танкового корпусу в місті Вроцлав (Бреслау), Польща. Дивізія відносилася до кадрованих повного складу, тому була укомплектована особовим складом і технікою приблизно на 25 % (2400 осіб) від штатної чисельності.
Від 1 червня 1989 згорнута в 5357-му гвардійську базу зберігання озброєння та техніки.

## Історія
Дивізія створена 4 липня 1957 року на основі 3-го гвардійського танкового корпусу в місті Вроцлав (Бреслау), Польща.
Від 28 жовтня 1946 року скорочена до 3-го гвардійського танкового полку (мобілізаційний) — всі підлеглі підрозділи залишилися, проте були скорочені (полки до батальйонів, батальйони до рот), але 28 жовтня 1948 року знову розгорнуто до повного розміру.
Реорганізація від 23 травня 1953 року:
- 2-й гвардійський мотострілецький полк був перейменований на 12-й гвардійський механізований полк
- 733-й артилерійський полк був створений з 266-го мінометного полку та 000 окремого гаубичного артилерійського дивізіону
- 10-й окремий мотоциклетний батальйон було перейменовано на 10-й окремий розвідувальний батальйон
- створена 000 окрема рота хімічного захисту was activated

У квітні 1955 року 1701-й зенітний артилерійський полк було перейменовано на 740-й зенітний артилерійський полк.
Реорганізація від червня 1957 року (наказ від 12 березня 1957):
- розформовано 19-й гвардійський танковий полк
- 126-й гвардійський важкий танково-самохідний полк переформовано на 126-й гвардійський важкий танковий полк
- 12-й гвардійський механізований полк було перейменовано 296-й гвардійський мотострілецький полк
- 10-й окремий гвардійський розвідувальний батальйон був перейменований на 33-й окремий гвардійський розвідувальний батальйон

У 1960 році 00 окремий навчальний танковий батальйон було розформовано.
Реорганізація від 19 лютого 1962 року:
- створено 92-й окремий ремонтно-відновлювальний батальйон
- створено 256-й окремий ракетний дивізіон

У 1968 році 154-й окремий саперний батальйон було перейменовано на 154-й окремий інженерно-саперний батальйон.
У 1980 році 000 окремий моторизований транспортний батальйон переформовано на 1018-й окремий батальйон матеріального забезпечення.
Від 1 червня 1989 згорнута в 5357-му гвардійську базу зберігання озброєння та техніки.
Розформована в листопаді 1989 року — 3-й гвардійський танковий полк було передано до складу 34-ї танкової дивізії та 740-й зенітний ракетний полк до 37-ї гвардійської танкової дивізії.

## Структура
Протягом історії з'єднання його стурктура та склад неодноразово змінювались.

### 1946
- 3-й гвардійський танковий полк
- 18-й гвардійський танковий полк
- 19-й гвардійський танковий полк
- 2-й гвардійський мотострілецький полк
- 126-й гвардійський важкий танково-самохідний полк
- 266-й мінометний полк
- 1701-й зенітний артилерійський полк
- 000 окремий гаубичний артилерійський дивізіон
- 324-й окремий гвардійський мінометний дивізіон
- 10-й окремий гвардійський мотоциклетний батальйон
- 154-й окремий саперний батальйон
- 430-й окремий батальйон зв'язку
- 160-й окремий санітарно-медичний батальйон
- 000 окремий автомобільний транспортний батальйон
- 00 окремий навчальний танковий батальйон

### 1960
- 3-й гвардійський танковий полк (Заслоново, Вітебська область)
- 18-й гвардійський танковий полк (Заслоново, Вітебська область)
- 126-й гвардійський важкий танковий полк (Заслоново, Вітебська область) — від 1962 року 126-й гвардійський танковий полк
- 296-й гвардійський мотострілецький полк (Заслоново, Вітебська область)
- 733-й артилерійський полк (Заслоново, Вітебська область)
- 740-й зенітний артилерійський полк (Заслоново, Вітебська область)
- 33-й окремий гвардійський розвідувальний батальйон (Заслоново, Вітебська область)
- 154-й окремий саперний батальйон (Заслоново, Вітебська область)
- 430-й окремий батальйон зв'язку (Заслоново, Вітебська область)
- 92-й окремий ремонтно-відновлювальний батальйон (Заслоново, Вітебська область)
- 000 окрема рота хімічного захисту (Заслоново, Вітебська область)
- 160-й окремий санітарно-медичний батальйон (Заслоново, Вітебська область)
- 000 окремий моторизований транспортний батальйон (Заслоново, Вітебська область)

### 1970
- 3-й гвардійський танковий полк (Заслоново, Вітебська область)
- 18-й гвардійський танковий полк (Заслоново, Вітебська область)
- 126-й гвардійський танковий полк (Заслоново, Вітебська область)
- 296-й гвардійський мотострілецький полк (Заслоново, Вітебська область)
- 733-й артилерійський полк (Заслоново, Вітебська область)
- 740-й зенітний артилерійський полк (Заслоново, Вітебська область)
- 33-й окремий гвардійський розвідувальний батальйон (Заслоново, Вітебська область)
- 256-й окремий ракетний дивізіон (Заслоново, Вітебська область)
- 154-й окремий інженерно-саперний батальйон (Заслоново, Вітебська область)
- 430-й окремий батальйон зв'язку (Заслоново, Вітебська область)
- 92-й окремий ремонтно-відновлювальний батальйон (Заслоново, Вітебська область)
- 000 окрема рота хімічного захисту (Заслоново, Вітебська область)
- 160-й окремий санітарно-медичний батальйон (Заслоново, Вітебська область)
- 000 окремий моторизований транспортний батальйон (Заслоново, Вітебська область)

### 1980
- 3-й гвардійський танковий полк (Заслоново, Вітебська область)
- 18-й гвардійський танковий полк (Заслоново, Вітебська область)
- 126-й гвардійський танковий полк (Заслоново, Вітебська область)
- 296-й гвардійський мотострілецький полк (Заслоново, Вітебська область)
- 733-й артилерійський полк (Заслоново, Вітебська область)
- 740-й зенітний ракетний полк (Заслоново, Вітебська область)
- 33-й окремий гвардійський розвідувальний батальйон (Заслоново, Вітебська область)
- 256-й окремий ракетний дивізіон (Заслоново, Вітебська область)
- 154-й окремий інженерно-саперний батальйон (Заслоново, Вітебська область)
- 430-й окремий батальйон зв'язку (Заслоново, Вітебська область)
- 92-й окремий ремонтно-відновлювальний батальйон (Заслоново, Вітебська область)
- 000 окрема рота хімічного захисту (Заслоново, Вітебська область)
- 160-й окремий медичний батальйон (Заслоново, Вітебська область)
- 1018-й окремий батальйон матеріального забезпечення (Заслоново, Вітебська область)

### 1988
- 3-й гвардійський танковий полк (Заслоново, Вітебська область)
- 18-й гвардійський танковий полк (Заслоново, Вітебська область)
- 126-й гвардійський танковий полк (Заслоново, Вітебська область)
- 296-й гвардійський мотострілецький полк (Заслоново, Вітебська область)
- 733-й артилерійський полк (Заслоново, Вітебська область)
- 740-й зенітний ракетний полк (Заслоново, Вітебська область)
- 33-й окремий гвардійський розвідувальний батальйон (Заслоново, Вітебська область)
- 256-й окремий ракетний дивізіон (Заслоново, Вітебська область)
- 154-й окремий інженерно-саперний батальйон (Заслоново, Вітебська область)
- 430-й окремий батальйон зв'язку (Заслоново, Вітебська область)
- 92-й окремий ремонтно-відновлювальний батальйон (Заслоново, Вітебська область)
- 000 окрема рота хімічного захисту (Заслоново, Вітебська область)
- 160-й окремий медичний батальйон (Заслоново, Вітебська область)
- 1018-й окремий батальйон матеріального забезпечення (Заслоново, Вітебська область)

## Розташування
- Штаб (Заслоново): 54 52 49N, 28 55 35E
- Заслонівські казарми: 54 53 05N, 28 55 26E